# Один миль (Гонконг)
Гонконгский миль, милль, мил (англ. mil, сокр. от mille — тысячная доля), вэнь, мит или цянь — самая маленькая по номиналу монета гонконгского доллара с 1863 по 1866 год. Он составлял одну тысячную гонконгского доллара. Все монеты данного номинала имеют по центру круглое отверстие.

## История выпуска
На аверсе монеты на английском языке был написан номинал и название страны. Изображение британской короны и буквы 'VR', сокращение от Victoria Regina (с лат. — «Королева Виктория»)
Тиражи
- 1863 год — 19 000 000
- 1864 год — неизвестно
- 1865—66 годы — 40 000 000

Монета выпускалась только номиналом 1 миль, другие номиналы не чеканились.

## Галерея

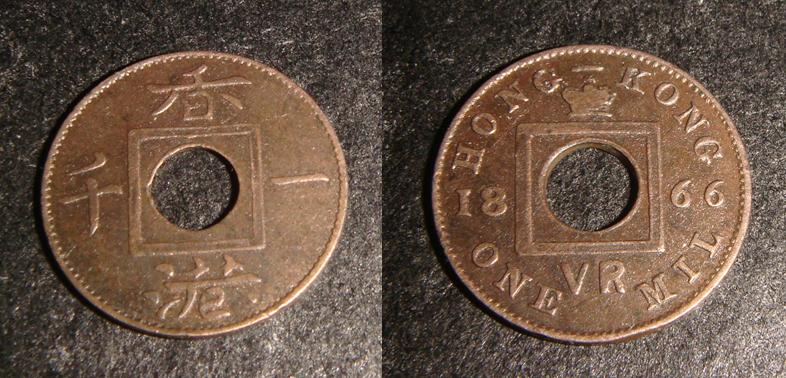
Гонконгский миль